# Kornberg (Wasserburg am Inn)
Das Dorf Kornberg ist ein Gemeindeteil der    Stadt Wasserburg am Inn im oberbayerischen Landkreis Rosenheim.

## Geografie
Kornberg befindet sich etwa fünf Kilometer südwestlich von Wasserburg und 50 Kilometer östlich von München im äußersten Westen des Chiemgaus auf einer Höhe von etwa 500 m ü. NHN.

## Geschichte
Durch die Verwaltungsreformen zu Beginn des 19. Jahrhunderts im Königreich Bayern wurde der Ort ein Bestandteil der Landgemeinde Attel, zu der auch die Gemeindeteile Attlerau, Au, Edgarten, Elend, Gabersee, Gern, Heberthal, Kobl, Kroit, Limburg, Osterwies, Reisach, Reitmehring, Rottmoos, Seewies, Staudham und Viehhausen gehörten. Im Zuge der kommunalen Gebietsreform in Bayern in den 1970er-Jahren wurde Kornberg im Jahr 1978 zusammen mit dem größten Teil der Gemeinde Attel in die Stadt Wasserburg eingegliedert. Im Jahr 2012 zählte Kornberg 70 Einwohner.

## Verkehr
Die Anbindung an das öffentliche Straßennetz wird durch mehrere Gemeindestraßen hergestellt, die Kornberg unter anderem mit der 200 Meter westlich des Ortes vorbeiführenden Bundesstraße 15 verbinden.

## Sehenswürdigkeiten
Im Ort befindet sich eine Marienkapelle, die  nicht als Baudenkmal klassifiziert ist.